# Nakajima Satoru F-1 Hero 2
Nakajima Satoru F-1 Hero 2 (中嶋悟監修 F-1ヒーロー2?) es un videojuegos de carreras de Fórmula 1 de 1991 para Family Computer exclusivo para Japón desarrollado por Human Entertainment y publicado por Varie Corporation. Es la secuela de Nakajima Satoru F-1 Hero, y está basado en la temporada 1991 de Fórmula 1. Hay 16 rondas y solo 4 autos para elegir.